# Хорниндалсватнет
Хорниндалсватнет — глубочайшее озеро в Норвегии и во всей Европе, глубина 514 м. Географические координаты —61°56′ с. ш. 6°21′ в. д.. Поверхность озера лежит на высоте 53 м над уровнем моря, следовательно, его дно находится на отметке 461 м ниже уровня моря.
В 1990-х компания Telenor, бывшая национальная телефонная компания Норвегии, прокладывая оптический кабель по дну озера, оценила его глубину в 612 м. Таким образом, современные официальные данные могут значительно занижать истинное значение максимальной глубины озера. Объём озера составляет примерно 12 км³. Площадь озера равна приблизительно 50 км², по этому показателю оно занимает всего 19-е место среди озёр Норвегии. Географически Хорниндалсватнет располагалось в упразднённом с 2020 года фюльке Согн-ог-Фьюране, территория которого вошла в новое фюльке Вестланн, за исключением коммуны Хорниндал (ставшей частью коммуны Волда в фюльке Мёре-ог-Ромсдал), административный центр которой город Хорниндал находится на берегу озера.
Реки с ледниковым питанием не впадают в озеро, поэтому вода в нём одна из самых чистых во всей Скандинавии. На Хорниндалсватнете можно заниматься плаванием, гребным спортом и рыбалкой.
В июле на берегу озера проводится ежегодный марафон.

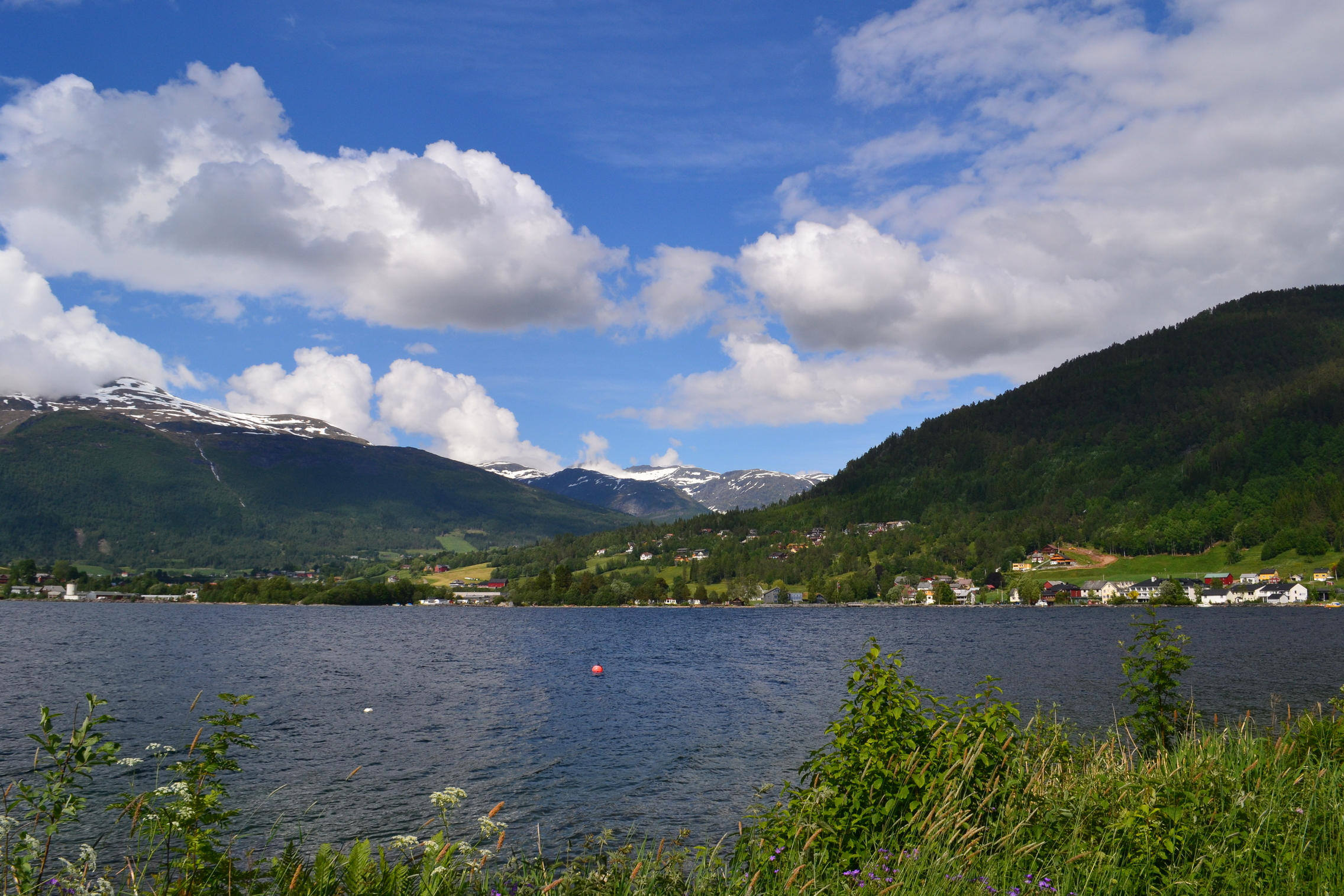

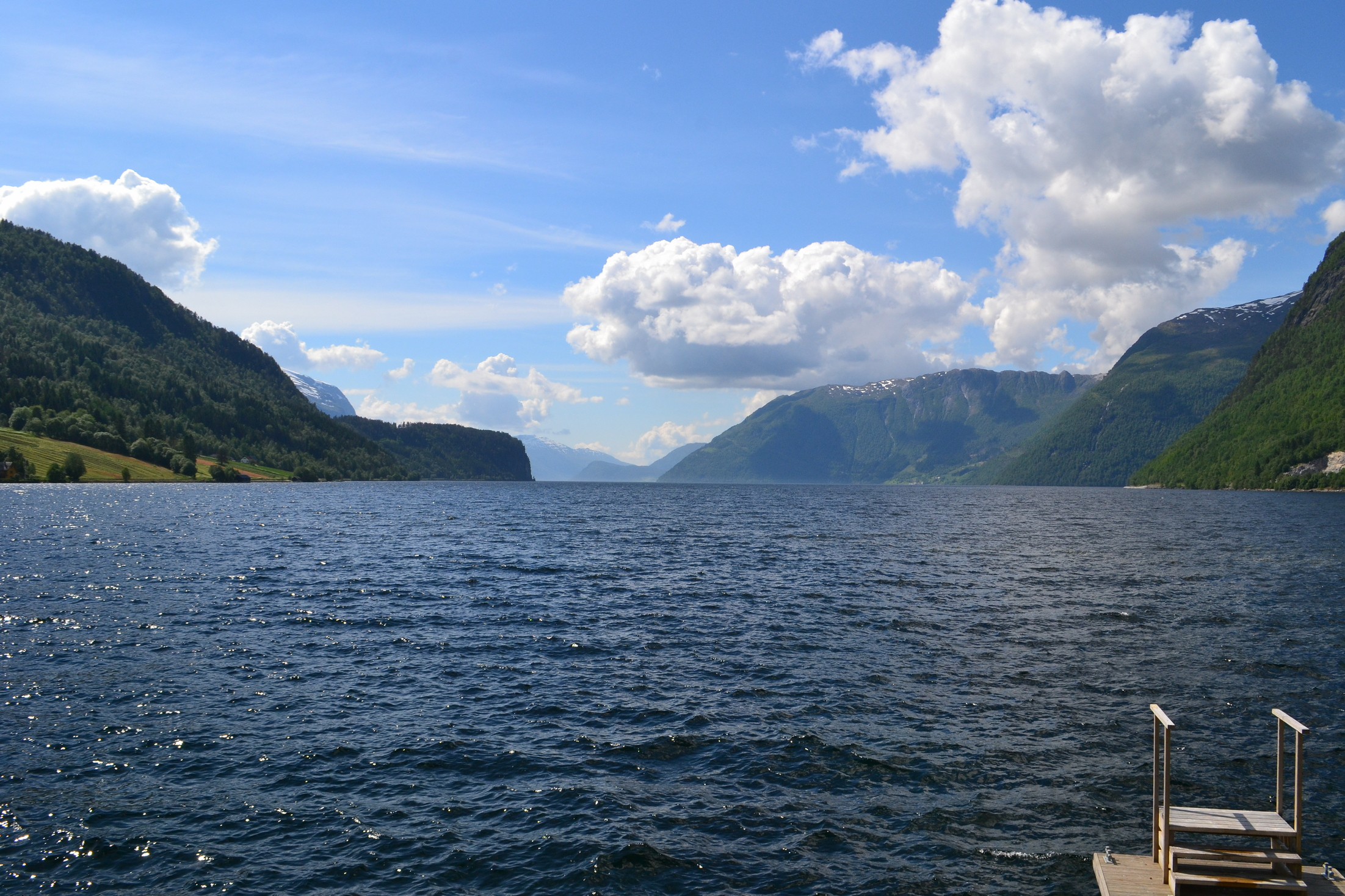